# العلاقات الجنوب سودانية الزيمبابوية
العلاقات الجنوب سودانية الزيمبابوية هي العلاقات الثنائية التي تجمع بين جنوب السودان وزيمبابوي.

## مقارنة بين البلدين
هذه مقارنة عامة ومرجعية للدولتين:
| وجه المقارنة                                              | جنوب السودان                  | زيمبابوي |
| --------------------------------------------------------- | ----------------------------- | --- |
| المساحة (كم2)                                             | 619.75 ألف                    | 390.76 ألف |
| عدد السكان (نسمة)                                         | 12.58 مليون                   | 16.53 مليون |
| الكثافة السكانية (ن./كم²)                                 | 20.3                          | 42.3 |
| العاصمة                                                   | جوبا                          | هراري |
| اللغة الرسمية                                             | لغة إنجليزية                  | لغة إنجليزية، اللغة الشونا، النديبيلية الشمالية ‏، لغة الشيشيوا، Barwe ‏، Kalanga language ‏، Tshwa language ‏، النداو ‏، اللغة التسونجا، لغة الإشارة الزيمبابوية ‏، اللغة السوتية، تونغا ‏، اللغة التسوانية، اللغة الفيندية، اللغة الكوسية |
| العملة                                                    | جنيه جنوب سوداني، جنيه سوداني | دولار أمريكي |
| الناتج المحلي الإجمالي (بليون دولار)                      | 2.90 مليار                    | 17.85 مليار |
| الناتج المحلي الإجمالي (تعادل القوة الشرائية) بليون دولار | 22.88 مليار                   | 27.88 مليار |
| الناتج المحلي الإجمالي الاسمي للفرد دولار أمريكي          | 73                            | 924 |
| الناتج المحلي الإجمالي للفرد دولار أمريكي                 | 2.02 ألف                      | 1.79 ألف |
| مؤشر التنمية البشرية                                      | 0.467                         | 0.509 |
| رمز المكالمات الدولي                                      | +211                          | +263 |
| رمز الإنترنت                                              | .ss                           | .zw |
| المنطقة الزمنية                                           | ت ع م+03:00                   | ت ع م+02:00 |

## منظمات دولية مشتركة
يشترك البلدان في عضوية مجموعة من المنظمات الدولية، منها:
| علم المنظمة | اسم المنظمة                               | تاريخ انضمام جنوب السودان | تاريخ انضمام زيمبابوي |
| ----------- | ----------------------------------------- | ------------------------- | --------------------- |
|             | مؤسسة التنمية الدولية                     | 18 أبريل 2012             | 29 سبتمبر 1980        |
|             | الأمم المتحدة                             | 14 يوليو 2011             | 25 أغسطس 1980         |
|             | الاتحاد الأفريقي                          | ?                         | ?                     |
|             | منظمة الشرطة الجنائية الدولية             | ?                         | ?                     |
|             | المركز الدولي لتسوية المنازعات الاستشارية | 18 مايو 2012              | 19 يونيو 1994         |
|             | الاتحاد الدولي للاتصالات                  | 3 أكتوبر 2011             | 10 فبراير 1981        |
|             | البنك الدولي للإنشاء والتعمير             | 18 أبريل 2012             | 29 سبتمبر 1980        |
|             | الاتحاد البريدي العالمي                   | ?                         | ?                     |
|             | مؤسسة التمويل الدولية                     | 18 أبريل 2012             | 29 سبتمبر 1980        |
|             | البنك الإفريقي للتنمية                    | ?                         | ?                     |
|             | وكالة ضمان الاستثمار متعدد الأطراف        | 18 أبريل 2012             | 10 أبريل 1992         |
|             | يونسكو                                    | 27 أكتوبر 2011            | 22 سبتمبر 1980        |

## وصلات خارجية
- موقع وزارة الخارجية الجنوب سودانية
- موقع وزارة الخارجية الزيمبابوية